# Torre da Medronheira
A Torre da Medronheira localiza-se em Olhos de Água, na atual freguesia de Albufeira e Olhos de Água do Município de Albufeira.
Foi construída durante o reinado de D. João III.
Esta torre tinha como principal função vigiar a costa, protegendo as populações dos corsários que navegavam nestas águas, principalmente dos piratas do Norte de África que raptavam pessoas e que depois as vendiam como escravas.